# Amphoe Tha Chana
Amphoe Tha Chana (Thai: อำเภอ ท่าชนะ) ist ein Landkreis (Amphoe – Verwaltungs-Distrikt) im Norden der Provinz Surat Thani. Die Provinz Surat Thani liegt in der Südregion von Thailand. 

## Geographie
Benachbarte Amphoe und Gebiete (von Süden im Uhrzeigersinn): Amphoe Chaiya in der Provinz Surat Thani sowie die beiden Amphoe Phato und Lamae in der Provinz Chumphon. Der Osten des Landkreises bildet die Küste zum Golf von Thailand.

## Geschichte
Der Distrikt ist bereits recht alt. Bereits vor 1907 war er, damals noch unter dem Namen Prasong (ประสงค์), Chaiya untergeordnet und wurde verwaltet vom Monthon Chumphon. Die Verwaltung des Distrikts saß im heutigen Ban Tha Krachai. Im Zuge der Thesaphiban Verwaltungsreform wurde 1909 der größte Teil des Tambon direkt der Verwaltung von Chaiya unterstellt, dabei wurde der übriggebliebene Unterdistrikt  (King Amphoe) Prasong in den Tambon-Status „degradiert“.
Am 29. Juni 1919 wurde er vollständig aufgelöst.
Als sich die Gegend in den folgenden Jahrzehnten gut entwickelte, wurde der Distrikt am 1. Januar 1948 zunächst als King Amphoe wieder ins Leben gerufen.
Der Sitz der Distriktsverwaltung war in Ban Talad Nong Wai im Tambon Tha Chana, daher wurde der Distrikt ebenfalls Tha Chana genannt. Am 5. Juni 1956 bekam er den vollen Amphoe-Status.

## Etymologie
Der Name Tha Chana bedeutet „Hafen des Sieges“ und stammt aus der Zeit als der Uparat („Zweiter König“) von König Phra Phutthayotfa Chulalok (Rama I.) Chao Phraya Maha Surasinghanat im Süden die burmesische Invasion zurückdrängte. Als er im Jahre 1785 siegreich zurückkehrte, gründete er den Tempel Wat Khotharam  (heutiger Name Wat Amphawan), und stellte zwei Stelen auf, die seinen Sieg verkündeten, die eine wurde im Tambon Wang errichtet, die andere im Tambon Tha Chana.

## Verwaltung

### Provinzverwaltung
Amphoe Tha Chana ist in sechs Unterbezirke (Tambon) eingeteilt, diese wiederum besitzen zusammen 82 Gemeinden (Muban). 
| \| Nr. \| Name \| Thai \| Muban \| Einw.[5] \| \| --- \| ---------- \| ------ \| ----- \| -------- \| \| 1. \| Tha Chana \| ท่าชนะ \| 10 \| 06.972 \| \| 2. \| Samo Thong \| สมอทอง \| 10 \| 06.218 \| \| 3. \| Prasong \| ประสงค์ \| 27 \| 20.321 \| \| 4. \| Khan Thuli \| คันธุลี \| 14 \| 08.220 \| \| 5. \| Wang \| วัง \| 08 \| 03.552 \| \| 6. \| Khlong Pha \| คลองพา \| 13 \| 07.961 \| |            |        |       |        |
| Nr. | Name       | Thai   | Muban | Einw.  |
| 1. | Tha Chana  | ท่าชนะ  | 10    | 06.972 |
| 2. | Samo Thong | สมอทอง | 10    | 06.218 |
| 3. | Prasong    | ประสงค์ | 27    | 20.321 |
| 4. | Khan Thuli | คันธุลี   | 14    | 08.220 |
| 5. | Wang       | วัง     | 08    | 03.552 |
| 6. | Khlong Pha | คลองพา | 13    | 07.961 |

### Lokalverwaltung
Tha Chana (Thai: เทศบาลตำบลท่าชนะ) ist eine Kleinstadt (Thesaban Tambon) im Landkreis. Sie besteht aus Teilen der Tambon Tha Chana und Samo Thong.
Daneben gibt es sechs „Tambon-Verwaltungsorganisationen“ (องค์การบริหารส่วนตำบล – Tambon Administrative Organizations, TAO) für die Tambon oder die Teile von Tambon im Landkreis, die zu keiner Stadt gehören.